# Bulbophyllum blepharochilum
Bulbophyllum blepharochilum é uma espécie de orquídea (família Orchidaceae) pertencente ao gênero Bulbophyllum. Foi descrita por Garay em 1999.